# Elsa Eschelsson
Elsa Olava Kristina Eschelsson (11 novembre 1861 - 10 mars 1911) est une juriste et universitaire suédoise. Elle est la première Suédoise titulaire d'un doctorat en droit (juris doctor utriusque) et la première femme maître de conférences dans une université de droit en Suède. Elle est la première présidente de l'association suédoise de femmes diplômées des universités, de 1904 à 1910.

## Biographie
Elsa Eschelsson naît à Norrköping dans un milieu bourgeois. Son père, Anders Olof Eschelsson, propriétaire d'une fabrique de savon, a été consul de Prusse à Norrköping. Sa mère, Carolina Lovisa Ulrika Frestadius, est la fille d'un industriel de Stockholm. Elle a trois sœurs.
La famille s'installe à Stockholm. Elsa perd ses deux parents et vit un temps avec sa sœur aînée. Son autre sœur, Ida, est mariée à Johan Vilhelm Hagströmer, professeur de droit à l'université d'Uppsala. Elsa passe son diplôme de fin d'études secondaires en 1882 et s'inscrit à l'université d'Uppsala. Elle obtient son diplôme d'histoire en 1885. Puis, encouragée par son beau-frère Hagströmer, elle entreprend des études de droit à Uppsala. Elle obtient sa licence puis son doctorat en droit en 1897 et est nommée maître de conférences de droit civil à l'université.
Eschelsson enseigne le droit procédural à l'université de 1897 à 1899, le cours de propédeutique de droit civil à partir de 1904 et a est examinatrice pour le diplôme en droit nécessaire pour accéder à certains postes de fonctionnaire. En tant que pionnière dans son domaine, elle a des adversaires à la faculté de droit, mais également des soutiens, notamment Ernst Trygger, et son beau-frère Johan Vilhelm Hagströmer.
Elle meurt le 10 mars 1911 à Uppsala d'une overdose de somnifère dans ce qui a parfois été considéré comme un suicide. Dans son testament, elle lègue 60 000 couronnes suédoises à un fonds de bourses pour les étudiantes en droit. Un volume commémoratif lui est consacré en 1929. En 1997, à l'occasion du 100e anniversaire de sa soutenance de thèse de doctorat en droit, un volume de l'annuaire De Lege, a été publié sous le titre Elsa Eschelsson : Ad studium et ad laborem incitavit, comprenant une étude biographique d'Eschelsson de Gunilla Strömholm et d'autres articles rédigés par des femmes juristes de la faculté de droit d'Uppsala. Depuis cette date, la faculté de droit célèbre une « Journée Elsa Eschelsson » avec un symposium sur les questions de genre chaque année le 31 mai.

## Publications
- Om begreppet gåfva enligt svensk rätt (1897)
- "Om civiläktenskapets framträdande i svensk och utländsk rätt" (in I vår tids lifsfrågor, XXXI, 1903),
- Bidrag till läran om besittning enligt svensk rätt. Besittningsbegreppet (1904),
- Om fullbordandet af gåfva af lös egendom enligt svensk rättspraxis (1906)
- Ännu några ord om fullbordandet af gåfva af lös egendom enligt svensk rättspraxis. En replik (1907).
- Om skuldebref enligt svensk rätt (1912), edited by L. Rabenius